# Crkva sv. Nikole (Krapina)
Crkva sv. Nikole  je rimokatolička crkva u gradu Krapina zaštićeno kulturno dobro.

## Opis dobra
Pravilno orijentirana neogotička građevina sagrađena je od 1901. – 1903. g. prema projektu Josipa Vancaša, na blagoj uzvisini u središtu grada, na mjestu starije crkve. Tlocrt čine tri lađe, od kojih je srednja najviša, poligonalno svetište jednake širine kao i glavna lađa, sakristija sjeverno i zvonik južno od svetišta. Kao pandan, na zapadnom su dijelu crkve smještene dvije peterokutne prostorije koje flankiraju predvorje te izlaze iz volumena bočnih lađa. Lađe su svođene križnim svodovima s pojasnicama. Iako je župna crkva sv. Nikole još uvijek na tragu tradicionalnog shvaćanja sakralnog prostora, oblikovanje njenog interijera može se povezati s tada avangardnim utjecajima moderne.

## Zaštita
Pod oznakom Z-2493 zavedena je kao nepokretno kulturno dobro – pojedinačno, pravnog statusa zaštićena kulturnog dobra, klasificirano kao "sakralna graditeljska baština".